# NBA 2K23
NBA 2K23 es un videojuego de baloncesto del 2022 desarrollado por Visual Concepts y publicado por 2K, basado en la National Basketball Association (NBA). Es la vigésima cuarta entrega de la franquicia NBA 2K y es el sucesor de NBA 2K22. El juego fue lanzado el 9 de septiembre de 2022 para Microsoft Windows, Nintendo Switch, PlayStation 4, PlayStation 5, Xbox One, Xbox Series X/S y Android. La NBA 2K23 Arcade Edition fue lanzada en Apple Arcade el 18 de octubre.

## Atletas de portada
El rapero J-Cole fue presentado en la portada de la edición NBA 2k Dreamer. El escolta de los Phoenix Suns, Devin Booker, aparece en la portada de las versiones estándar y digital deluxe, mientras que el Salón de la Fama de la NBA, Michael Jordan, aparece en la portada de las ediciones Michael Jordan y Championship. Las estrellas de la WNBA, Sue Bird y Diana Taurasi, aparecen en la edición de portada de la WNBA. La 'Dreamer Edition' tiene al rapero estadounidense J. Cole en la portada.

## Actualizaciones de Jordan Challenge y MyNBA
Por primera vez desde NBA 2K11, se ha agregado el Desafío Jordan. El juego te lleva de regreso al año 1982, y el primer desafío te lleva a un partido de baloncesto con Michael Jordan.
MyNBA también se actualizó, lo que permite al usuario comenzar su carrera de MyNBA durante las temporadas de la NBA de 1983-84, 1991-92 o 2002-03. El jugador también puede comenzar en la temporada actual de la NBA 2022-23 en la selección de la "era moderna" de los juegos. El nuevo modo MyNBA incluye reubicaciones automáticas de equipos, como el traslado de los Kansas City Kings a Sacramento, el traslado de los Vancouver Grizzlies a Memphis y la reubicación de los Seattle SuperSonics a Oklahoma City, aunque el usuario puede vetar estos movimientos. El modo "eras" presenta arenas, logos y camisetas completamente renderizadas de las décadas de 1980, 1990 y 2000, con listas históricas completas, así como las clases de draft que estaban disponibles en los juegos anteriores de NBA 2K. El modo también incluye filtros de televisión y paquetes de transmisión que imitan los estilos de transmisión de TV apropiados para la era específica en la que el usuario comienza, siendo el paquete de transmisión de la década de 1990 similar al paquete de NBA en NBC utilizado a principios de los años 90, y el paquete de transmisión de la década de 2000 es similar a las transmisiones de ESPN utilizadas a principios de los años 2000. Los paquetes de transmisión de la década de 1980 y 1990 también se utilizan en el modo Desafío Jordan. Además de las eras de la NBA, se implementaron cambios históricos en las reglas que te permiten cambiar o agregar nuevas reglas que afecten el juego en las eras de la NBA, y puedes cambiar o agregar reglas históricas durante la temporada baja de la simulación.

## Cambios adicionales
Algunos cambios más notables en NBA 2K23 fueron la eliminación de contratos en MyTeam, lo que permite que sus jugadores puedan jugar juegos ilimitados sin necesidad de agregar contratos continuamente, o agregar un contrato de diamante a sus jugadores para poder jugar más juegos con ellos. Además, una nueva característica agregada a MyTeam es un modo llamado Triple Threat Online, que le permite cooperar contra hasta 3 personas en cada equipo.

## Recepción
NBA 2K23 recibió críticas "generalmente favorables", obteniendo una puntuación de 78/100 en PS5 y 80/100 en Xbox según el agregador de reseñas Metacritic.
Ha habido muchas críticas positivas sobre las características principales del juego, como la gran ciudad central encontrada en las versiones de PS5 y Xbox Series X del juego. El desafío de Jordan es otro acierto, permitiendo a los jugadores revivir los momentos icónicos de Michael Jordan.
Sin embargo, los jugadores han criticado las microtransacciones del juego, afirmando que costaría más de $100 en VC solo para terminar de construir un jugador, y también han dicho que el juego se siente extremadamente "pay-to-win" y te pone en una gran desventaja si no puedes permitirte gastar dinero extra para mejorar tu jugador de MiCarrera. Los jugadores también criticaron el hecho de que las nuevas eras solo están disponibles para los jugadores de PS5 y Xbox Series X, no para PS4 o PC.
Además, ha habido muchas quejas de los jugadores, especialmente en PS5 y Xbox Series X, sobre las caídas de frames y la latencia.